# The Innocent

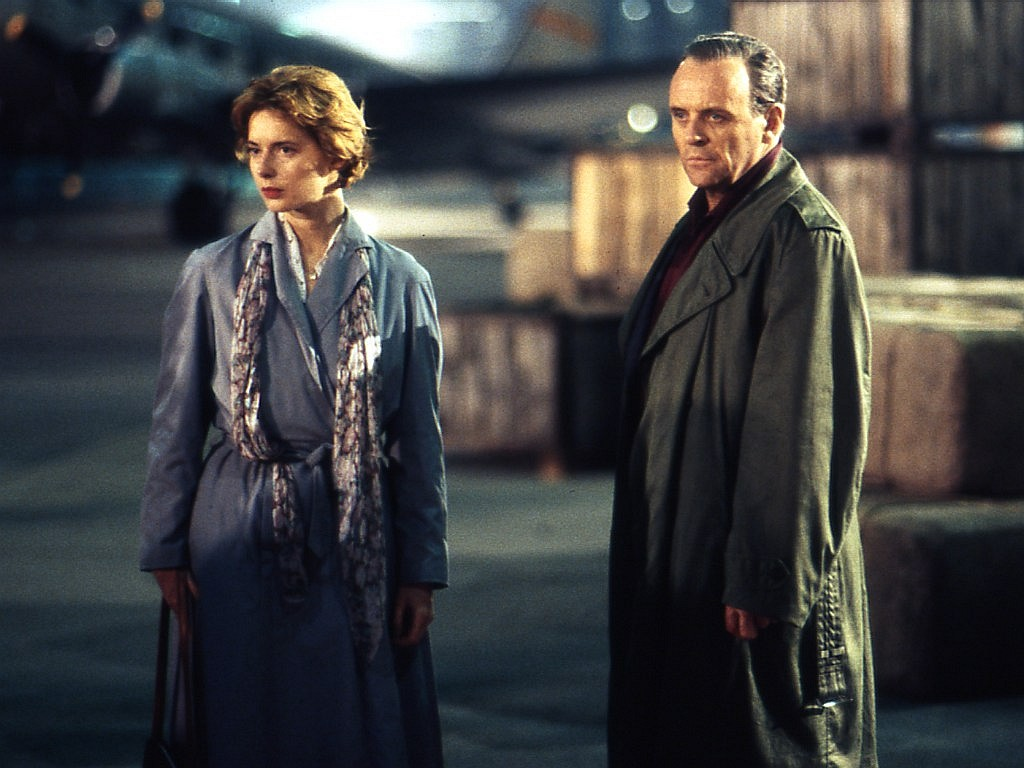
Isabella Rossellini en Anthony Hopkins wachten op de set tot de opname van hun scène begint

The Innocent is een Brits-Duitse dramafilm uit 1993 onder regie van John Schlesinger. Het scenario is gebaseerd op de gelijknamige roman uit 1993 van de Britse auteur Ian McEwan.

## Verhaal
In de jaren '50 wordt de Britse ingenieur Leonard Marnham ingeschakeld om een tunnel te bouwen onder de Russische sector van Berlijn. Leonard wordt verliefd op de Duitse Maria, maar zijn geheime opdracht maakt hun liefde onmogelijk. Leonard wordt verscheurd door zijn plicht en zijn gevoelens.

## Rolverdeling
| Acteur              | Personage             |
| ------------------- | --------------------- |
| Anthony Hopkins     | US-officier Bob Glass |
| Isabella Rossellini | Maria                 |
| Campbell Scott      | Leonard Marnham       |
| Ronald Nitschke     | Otto                  |
| Hart Bochner        | Russell               |
| James Grant         | MacNamee              |
| Jeremy Sinden       | Kapitein Lofting      |
| Richard Durden      | Black                 |
| Corey Johnson       | Lou                   |
| Richard Good        | Piper                 |
| Lena Lessing        | Jenny                 |
| Dana Golombek       | Charlotte             |
| Susanne Jansen      | Zangeres              |
| Christine Gerlach   | Vrouw met hond        |
| Ludger Pistor       | Duitse informant      |